# 가와이촌 (기후현 요시키군)
가와이촌(일본어: 河合村)은 일본 기후현 요시키군에 있던 촌이다. 2004년 2월 1일에 주변 정촌과 합병해 히다시가 되었다.

## 지리
기후 현 북부에 펼쳐진 히다 고지 북부의 폭설 지대에 위치하며 도야마 현과 접하는 마을이다. 마을 전역이 험준한 산지이며, 특히 남서부 산들의 해발고도가 높고 미야강이 흐르는 북동단이 가장 낮다. 면적의 94.3%가 산림이다.
남쪽 옆의 대야군 기요촌에서 발원하는 고토리 강이 남쪽에서 흐르다가 후쓰 강 단층을 따라 동쪽으로 방향을 돌려 마을 중앙부를 유하한다. 마을 남부를 수원으로 하는 이나코시강이 마을 동부를 흐르다가 고토리 강과 합류한 후 미야카와로 유입되고 있다. 이들 하천 연변의 해발고도 817m에서 430m에 걸쳐 소규모 하안단구가 분포하고 있으며, 그 위에 취락과 경지가 산재해 있다. 합류점 인근 소규모 마을의 중심이었고, 면사무소가 입지해 있었다.
1999년의 연간 평균 기온은 10.6도, 연 강수량은 2,216mm, 연간 강설량은 410㎝이다.

## 역사
- 1889년 7월 1일 - 정촌제 시행과 함께 가와이촌이 성립하였다.
- 2004년 2월 1일 - 후루카와정, 미야가와촌, 가미오카정과 합병해 히다시가 성립하였다. 동일 가와이촌은 폐지되었다.

### 인구의 추이
1960년 3,733명 (9.0%)
1970년 2,815명 (10.8%)
1980년 1,878명 (15.0%)
1990년 1,612명 (20.9%)
1995년 1,450명 (24.8%)
괄호 안은 65세 이상 인구 비율. 센서스.

## 경제
지세적으로 단작 농업에 적합하지 않았기 때문에 예로부터 임업·공업 요소를 도입한 복합 산업이 이루어져 왔다. 겨울에 만들어져 지금도 계속되고 있는 손뜨개 화지(山中和地)는 그 산물이다.
1970년대부터 한동안 섬유 산업이 번창하였으나 불황을 만나 쇠퇴하였다.20세기 말까지 쌀농사는 줄고 양잠은 없어졌다. 현재는 육우 생산이 마을 경제의 주축이다. 어업으로는 하소조댐 호수에서의 민물고기 양식, 농업으로는 채소와 화훼 시설 재배, 버섯 재배가 있다. 식품 공업이 되기도 하는 산나물 가공, 산림 체험 시설과 스키장을 중심으로 한 관광업도 있다.

## 교통

### 철도
- 도카이 여객철도 다카야마 본선

### 도로
- 도카이호쿠리쿠 자동차도
- 국도 제360호선
- 국도 제471호선
- 국도 제472호선

## 참고 문헌
- 角川日本地名大辞典編纂委員会,『角川日本地名大辞典 21 岐阜県』1980, 角川書店